# Палац Новаків (Руське Поле)
Маєток Новаків — палац у Руському Полі.
Знаходиться в селі Руське Поле Тячівського району Закарпатської області. Тут народився відомий закарпатський лікар, засновник Закарпатської обласної лікарні Андрій Новак. Поряд з маєтком розташовані руїни спиртзаводу Новаків, власників маєтку. Також, неподалік руїн палацу росте дуже рідкісне в Україні дерево гінкго білоба, за легендою його посадив сам батько сімейства Новаків.

## Історія
Зведений маєток Новаків в класичному стилі ще в 18 столітті.
1849 року тут народився відомий Закарпатський лікар Андрій Новак. Він був дев'ятою дитиною у сім'ї.
В XX столітті тут було відкрито пологове відділення. Це досить символічно, оскільки Андрій Новак є батьком Закарпатського акушерства.
Зараз маєток занепадає, знаходиться в аварійному стані.